# 燃烧弹 (子弹)

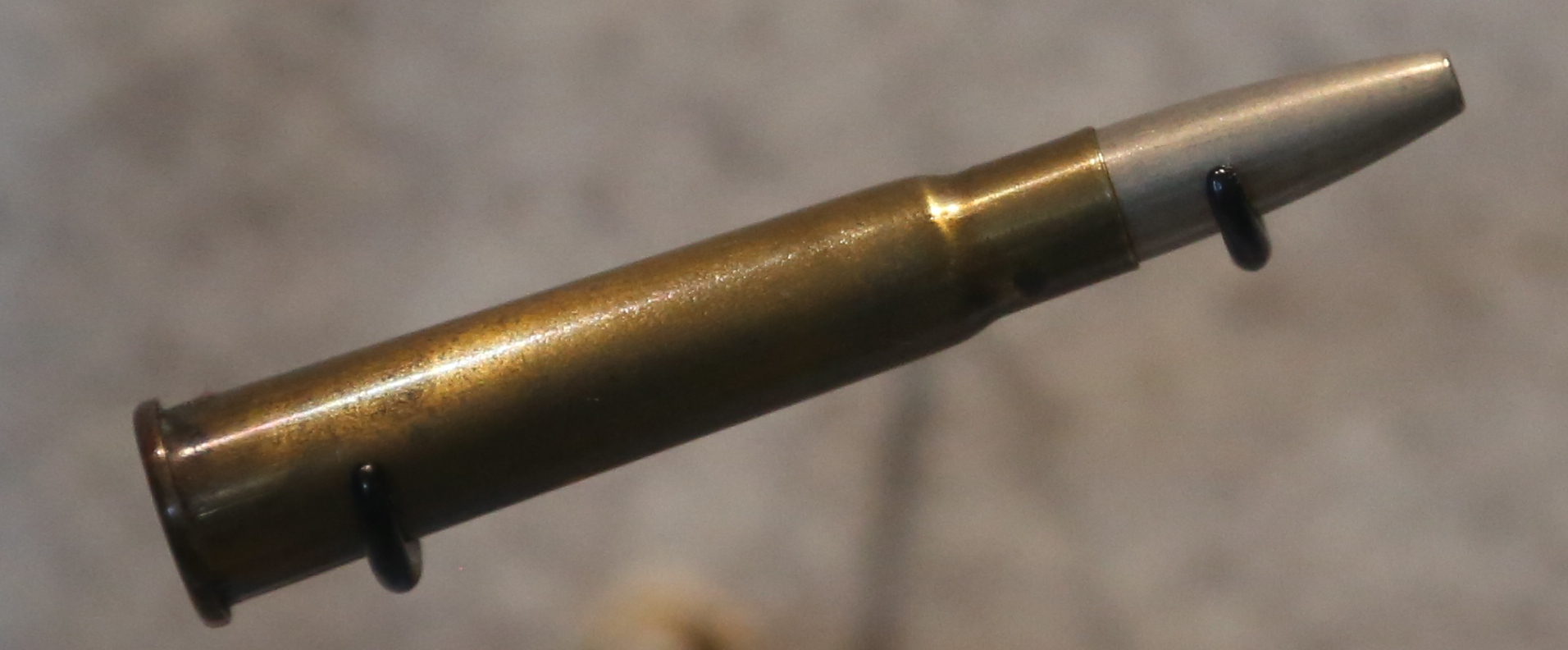
第一次世界大战时期的白金汉燃烧弹

燃烧弹是一种弹头尾部有少量燃烧剂，能够在连续射击时指示弹道的子弹。

## 第一次世界大战期间

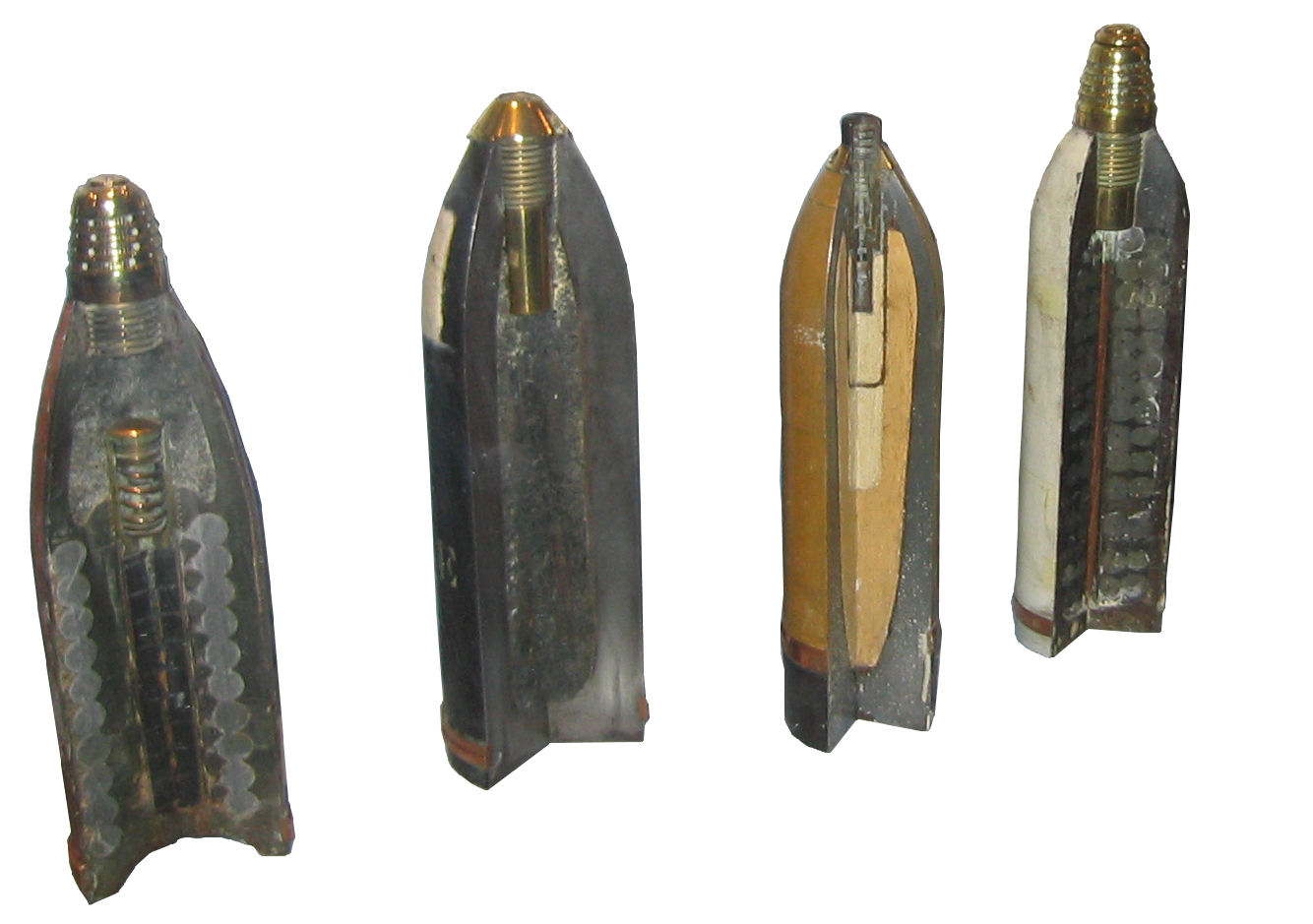
Some sectioned shells from the First World War. From left to right: 90 mm shrapnel shell, 120 mm pig iron incendiary shell, 77/14 model - 75 mm high-explosive shell, model 16 - 75 mm shrapnel shell

燃烧弹最早在第一次世界大战期间被广泛使用，尤以1916年为甚。当时该类弹药所采用的燃烧剂是磷，弹药发射后会留下一道蓝色烟迹（推测可能是），因此也被称作“烟雾示踪弹”。尽管和普通弹药一样致命，受磷的燃烧速度限制，该类弹药的有效射程仅有350码（约合320米）。英国军方研制的“白金汉”燃烧弹被用于供应夜间战斗机以攻击前来空袭英国本土的齐柏林飞艇。相对普通子弹而言，燃烧弹能够点燃飞艇中的氢气，因而对于飞艇而言极为致命。相应的，战斗机也能凭借这种弹药收割敌军的观测气球由于对人员使用这种弹药会被认为是违反了《圣彼得堡宣言》，英国皇家飞行队禁止在空战时使用燃烧弹，只能在携带书面命令的情况下，使用该类型弹药攻击飞艇和气球。

## 第二次世界大战期间
第二次世界大战期间，燃烧弹被大量用于截击机上，尽管相对于穿甲弹而言这种子弹对轰炸机造成的损坏并不理想，但是它们在命中油箱和输油管时有更高的几率导致起火。
1938年，旅居瑞士的比利时人德·王尔德研发了一种新型弹药。同年12月，英国空军部采用了这种设计。不过这种弹药必须手工制作，无法量产。伍利奇皇家兵工厂的C·奥伯利·迪克森少校对该型子弹做出改进，出于保密原因，命名为“0.303英寸燃烧弹B型Mk.VI”。不过，及时改进后的设计与原设计千差万别，这种弹药一开始还是被称作“德·王尔德”弹。该型弹药的燃烧剂外包一层硝化纤维，弹头处有一钢珠，以确保命中目标时能够触发燃烧剂。相对于传统意义上更像是示踪弹的设计，“B型Mk.VI燃烧弹”更像真正的燃烧弹。这种弹药最初被装备在霍克“飓风”战斗机和超级马林“喷火”战斗机上参与敦刻尔克战役，并受到飞行员好评。战争前期，空军的弹链设置是标准弹、穿甲弹、Mk.IV型燃烧示踪弹和Mk.VI型燃烧弹，直到1942年弹药供应充足之后才更改为一半穿甲弹一半燃烧弹的模式。
一位在不列颠空战期间被燃烧弹命中飞机击落的飞行员这样描述他的经历：
“我能闻到燃烧剂起火的味道，炽热而浓烈，但这一次并没有让我感到难受。 炮弹和燃烧弹击中了我的飞机……子弹从我的双腿之间穿过，一束燃烧弹的尾迹从我的腿上方划过，直指油箱……然后火舌探询地从我脚边的油箱底下伸了出来，在驾驶舱的一角燃起了一团滚烫的小篝火。”
美国军方照搬了英国方面的设计，将这种弹药设计应用到了他们.30英寸和.50英寸航空机枪弹上。而英国军方，后来对这种弹药作出改进，研发了更为简化的Mk.VII燃烧弹。

## 现代
能够击穿装甲的燃烧弹通常会延迟燃烧剂的爆发以使弹药能够造成目标内部燃烧并实现杀伤效果最大化。除此之外，目标的电气设备和计算机也有可能被弹片击中损坏。因此，各国军队采用了多种手段以延缓燃烧剂的爆燃。
在一些爆炸性弹药，诸如高爆燃烧弹中，燃烧剂的作用主要是引燃弹体内的炸药。
虽然目的并非引燃目标，曳光弹也具有一定的燃烧效果，尤其是在命中可燃物的时候。

## 传记
- Williams, Anthony G.; Gustin, Emmanuel.  (Hardback). Ramsbury: Crowood Press. 2003: 336 pages. ISBN 1-84037-227-3.